# Рут Бенедикт
Рут Фултън Бенедикт (на английски: Ruth Fulton Benedict) е американска антроположка, един от основателите на съвременната антропология.

## Биография

### Детство
Родена е на 5 юни 1887 г. в Ню Йорк. Баща ѝ, хирургът и лекар-хомеопат Фредерик С. Фултън, умира, когато Рут още не е навършила двегодишна възраст. Майка ѝ, учителката Беатрис Шатък, тежко преживява смъртта на мъжа си и всяка година през март оплаква с викове смъртта му в църквата и вкъщи. Рут ненавижда тези прояви на страдание. За нея е табу да плачеш пред чужди хора и да им демонстрираш болката си.
Когато тръгва на училище, откриват, че Рут има частична глухота. На 7-годишна възраст започва да пише стихове и чете ненаситно каквото ѝ попадне. Любим автор ѝ става Джийн Инджелоу, а любимо четиво – „Легенда от Брегенц“ и „Дървото на Юда“.

### Образование
През 1905 г. заедно със сестра си Марджъри е приета в престижния колеж „Васар“. В колежа Рут си създава имидж на интелектуалка-„радикалка“, а любимият ѝ автор е Уолтър Пейтър. Двете сестри завършват през 1909 г. със степен бакалавър по хуманитарни науки. В колежа Рут специализира в областта на английската литература. Завършвайки колежа и колебаейки се накъде да продължат, двете сестри приемат стипендия от настоятелството му и в течение на цяла година пътуват из Франция, Швейцария, Италия, Германия и Англия. През следващите години Рут работи като социален работник и учител по английски.
През 1914 г. от страх да не остане самотна Рут се омъжва за младия биохимик Стенли Бенедикт. Започва да публикува стихотворения под различни псевдоними – Ruth Stanhope, Edgar Stanhope и Anne Singleton. Захваща се да пише биография на Мери Уолстънкрафт. През 1917 г. по време на експеримент Стенли се натравя с газ и за възстановяване на здравето му семейството се премества в Ню Хемпшир.

### Научна кариера
С изследвания в областта на културната антропология Рут се заема през 1919 г., когато посещава лекциите на Елси Клус Парсънс и Алекзандър Голдънуайзър в Новото училище за социални изследвания. По същото време Рут научава, че е безплодна, и решава да се отдаде изцяло на занимания с наука.
През 1921 г. е приета в Колумбийския университет, където неин научен ръководител става големият американски антрополог Франц Боас. Тя, както и някои други негови студенти, го нарича „татко Франц“. През 1923 г. Рут Бенедикт получава степен доктор по философия, след като защитава дисертация на тема „Представите за духа пазител в Северна Америка“.
Първия си курс по антропология Рут Бенедикт води в колежа „Барнард“ през 1922 г., а сред студентите ѝ е Маргарет Мийд, върху която Бенедикт оказва силно влияние и дори я убеждава да промени избора си на специализация от психология на антропология. Между двете има и романтични отношения.
През 1930 г. двамата със Стенли се развеждат, а Рут заема мястото на доцент при Боас. През 1936 г. Стенли Бенедикт умира.
През 1934 г. Рут Бенедикт става ръководител на департамента по антропология на Колумбийския университет. През 1941 г. става член-основател на Института за междукултурни изследвания. В този момент Службата за военна информация на САЩ ѝ поръчва да направи анализ на японската култура. Резултат от това проучване е знаменитата книга „Хризантемата и мечът“.
През 1945 г. получава предложение за работа в Германия, но отказва заради здравословни проблеми. Избрана е за член на Американската академия на изкуствата и науките през 1947 г. Още през 1946 г. печели грант от 100 хиляди долара за сравнително изследване на 7 различни култури. Приготвя се да пътува за Източна Европа, но на 17 септември 1948 г. умира от инфаркт на 61 години.

## За нея
- Mead M. An anthropologist at work: Writings of Ruth Benedict. Boston: Houghton Mifflin Company, 1959.
- Mead M. Ruth Benedict. New York: Columbia University Press, 1974.
- Caffrey M. M. Ruth Benedict: Stranger in this land. Austin, TX: University of Texas Press, 1989.
- Lapsley, Hilary. Margaret Mead and Ruth Benedict: The Kinship of Women. Amherst, Mass.: University of Massachusetts Press, 1999.